# Georges Croquet
Georges Frédéric Auguste Croquet (Eghezée, 24 september 1862 - Marcinelle, 13 mei 1936) was een Belgisch senator.

## Levensloop
Croquet promoveerde tot doctor in de rechten aan de ULB en vestigde zich als advocaat.
Hij werd in november 1918 liberaal senator voor het arrondissement Charleroi-Thuin, door het overlijden in 1917 van Edmond Steurs. Hij vervulde dit mandaat tot aan zijn overlijden, achttien jaar later.